# Oxsjön (Klövsjö socken, Jämtland)
Oxsjön är en sjö i Bergs kommun och Härjedalens kommun i Jämtland och ingår i Ljungans huvudavrinningsområde. Sjön har en area på 0,79 kvadratkilometer och ligger 790 meter över havet. Sjön avvattnas av vattendraget Oxsjöån.

## Delavrinningsområde
Oxsjön ingår i det delavrinningsområde (694837-140750) som SMHI kallar för Mynnar i Lännässjön. Medelhöjden är 761 meter över havet och ytan är 30,7 kvadratkilometer. Det finns inga avrinningsområden uppströms utan avrinningsområdet är högsta punkten. Oxsjöån som avvattnar avrinningsområdet har biflödesordning 2, vilket innebär att vattnet flödar genom totalt 2 vattendrag innan det når havet efter 251 kilometer. Avrinningsområdet består mestadels av skog (70 procent), sankmarker (17 procent) och kalfjäll (11 procent). Avrinningsområdet har 0,78 kvadratkilometer vattenytor vilket ger det en sjöprocent på 2,6 procent.